# Vincent Hognon
Vincent Hognon (ur. 16 sierpnia 1974 w Nancy) – francuski piłkarz występujący na pozycji obrońcy, a także trener.

## Kariera
Hognon rozpoczynał zawodową karierę w 1993 roku w drugoligowym AS Nancy. W 1996 roku awansował z klubem do pierwszej ligi. Zadebiutował w niej 9 sierpnia 1996 w przegranym 1:2 pojedynku z AS Cannes. W 1997 roku spadł z zespołem do drugiej ligi, jednak rok później powrócił z nim do wyższej ligi. W 2000 roku ponownie spadł z drużyną do drugiej ligi. W Nancy Hognon grał jeszcze przez dwa lata. W sumie rozegrał tam 202 spotkania i zdobył 9 bramek.
Latem 2002 został zawodnikiem innego drugoligowca – AS Saint-Étienne. W barwach nowej drużyny po raz pierwszy wystąpił 3 sierpnia 2002 w przegranym 0:1 spotkaniu z Grenoble Foot 38. W 2004 roku awansował z klubem do ekstrklasy. 27 listopada 2004 w zremisowanym 2:2 pojedynku z FC Metz strzelił pierwszego gola w trakcie gry w ekstraklasie. Przez 5 lat w Saint-Étienne Hognon rozegrał 162 spotkania i zdobył 16 bramek.
W 2007 roku podpisał kontrakt z OGC Nice, podobnie jak Saint-Étienne występującym w Ligue 1. Pierwszy ligowy mecz rozegrał tam 4 sierpnia 2008 przeciwko SM Caen (0:1). W czerwcu 2009, po wygaśnięciu kontraktu z klubem, Hognon odszedł z OGC Nice i zakończył karierę.
| Sezon   | Klub             | Kraj    | Rozgrywki  | Mecze | Bramki |
| ------- | ---------------- | ------- | ---------- | ----- | ------ |
| 1993/94 | AS Nancy         | Francja | Division 2 | 3     | 0      |
| 1994/95 | AS Nancy         | Francja | Division 2 | 2     | 0      |
| 1995/96 | AS Nancy         | Francja | Division 2 | 38    | 0      |
| 1996/97 | AS Nancy         | Francja | Division 1 | 27    | 0      |
| 1997/98 | AS Nancy         | Francja | Division 2 | 40    | 3      |
| 1998/99 | AS Nancy         | Francja | Division 1 | 20    | 0      |
| 1999/00 | AS Nancy         | Francja | Division 1 | 6     | 0      |
| 2000/01 | AS Nancy         | Francja | Ligue 2    | 32    | 3      |
| 2001/02 | AS Nancy         | Francja | Ligue 2    | 34    | 3      |
| 2002/03 | AS Saint-Étienne | Francja | Ligue 2    | 31    | 3      |
| 2003/04 | AS Saint-Étienne | Francja | Ligue 2    | 29    | 5      |
| 2004/05 | AS Saint-Étienne | Francja | Ligue 1    | 35    | 2      |
| 2005/06 | AS Saint-Étienne | Francja | Ligue 1    | 30    | 3      |
| 2006/07 | AS Saint-Étienne | Francja | Ligue 1    | 34    | 3      |
| 2007/08 | OGC Nice         | Francja | Ligue 1    | 17    | 2      |
| 2008/09 | OGC Nice         | Francja | Ligue 1    | 17    | 1      |